# Sekundärt mineral
Sekundärt mineral är ett mineral som genomgått någon geologisk process som erosion eller metamorfos. Halvädelstenen turkos är ett exempel på sekundärt material.